# 建党纪念塔
建党纪念塔（朝鲜语：／）是位于平壤直轄市大同江區域的纪念碑。
纪念碑具有丰富的象征意义：锤子、镰刀和毛笔象征着工人、农民和知识分子。高50米（代表朝鲜劳动党成立50周年）。构成纪念碑周围所包裹的石板数量及其直径代表金正日的生日（1942年（一说为1941年）2月16日）。外腰铭文写有“朝鮮人民一切勝利的組織者和嚮導者──朝鮮勞動黨萬歲！！”字样。腰带内侧设有三座青铜浮雕，分别代表着劳动党历史根源、党内民众团结和党对未来的愿景。纪念碑周围设有两座红旗形建筑，上有“百战百胜”字样。

## 历史
纪念碑由萬壽臺創作社设计，于1995年10月（正逢朝鲜劳动党党庆）建成。1975年10月10日在建党事迹馆现址上修建了建黨事跡碑（目前仍位于该建筑中）。
党创建纪念塔出现在1995年和2005年的邮票上，该建筑的形象亦印在50朝鮮圓纸币上。

## 建筑特征

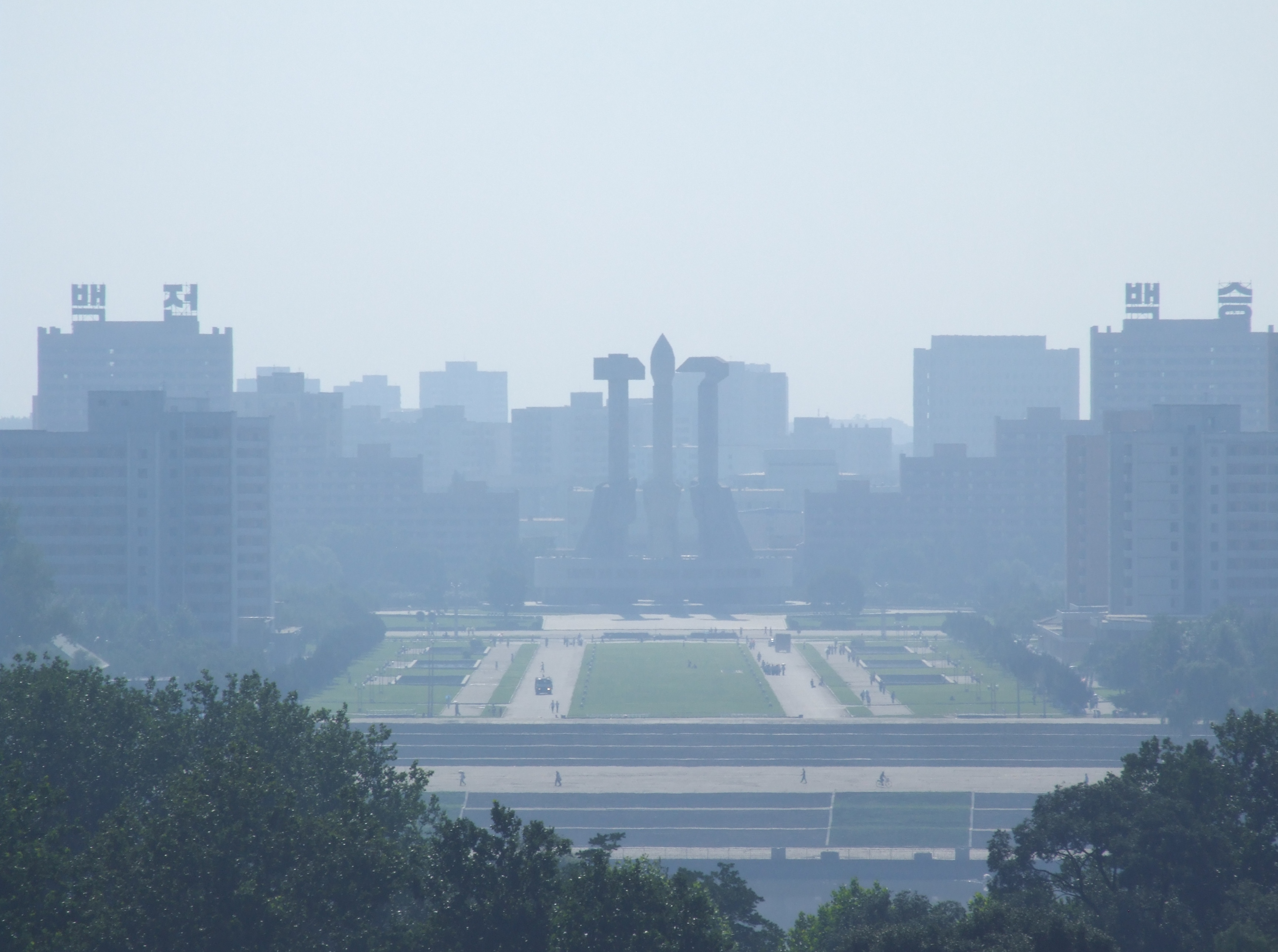
纪念碑正对着大同江对岸的萬壽臺大紀念碑。在平壤综合医院建成前，在此亦可看到党创建纪念塔

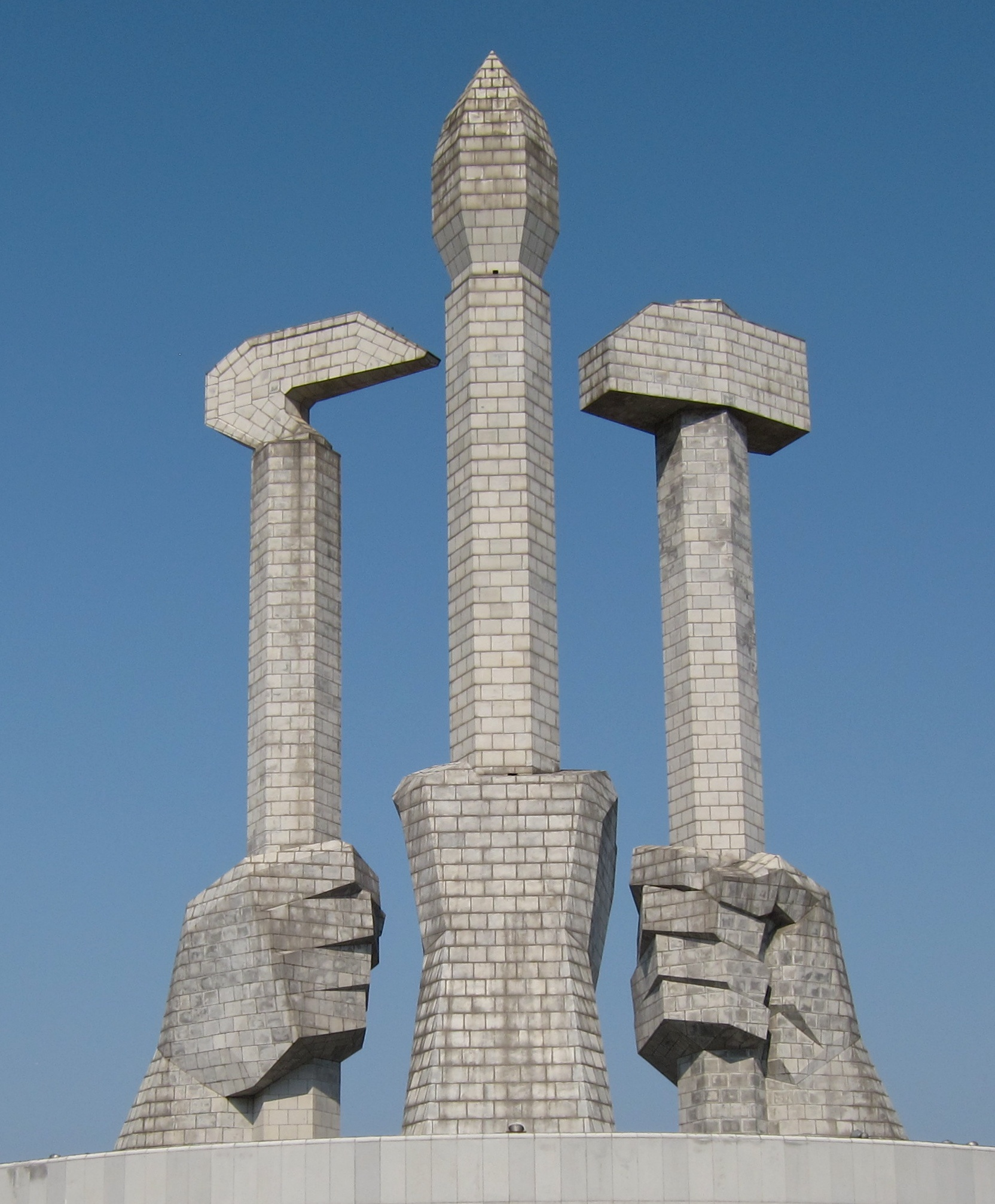
以劳动党标志为基础的雕塑象征工人、农民和知识分子

纪念碑位于平壤大同江区域。河对岸是萬壽臺大紀念碑和朝鮮革命博物館，上述建筑与纪念碑对称排列。这条横穿平壤中心的轴线——大同江象征着金日成家族。
纪念碑占地25,000平方米（含纪念碑前的广场）广场经常举行舞蹈和庆祝活动。纪念碑公园草坪面积15,000平方米。设有12个喷泉。场地上栽植树木超53000颗。
纪念碑两侧建有对称的旗形红色居民楼。建筑物顶部挂有“百战百胜”字样。
纪念碑本体由花岗岩制成，浮雕以青铜打造。
纪念碑的三个最高点是三个拳头紧握锤子、镰刀和毛笔。锤子和镰刀象征着工农群体；毛笔象征知识分子。三组雕像以朝鲜劳动党标志为基础。纪念碑高50米，象征朝鲜劳动党成立50周年。
建筑风格与平壤其他混凝土建筑相似（如平壤溜冰场或柳京飯店）。

### 腰部
三尊雕像被腰带环绕，象征“领袖、党和人民三位一体”。外腰铭文写有“朝鮮人民一切勝利的組織者和嚮導者──朝鮮勞動黨萬歲！”腰部直径50米，外径42米。腰带由216块石板组成。216块石板和42米内径象征着金正日生日——1942年2月16日。实际上，金正日于1941年2月16日在苏联出生。

纪念碑下的圆形基础直径为70米，象征该党自打倒帝國主義同盟时期以来约70年的历史。腰带内侧的三块浮雕涵盖了党史。